# Departamento Jinotega
Jinotega ist ein Departamento im Norden Nicaraguas mit rund 300.000 Einwohnern. 
Im Norden grenzt Jinotega an Honduras. Die Grenzlinie wird durch den Fluss Río Coco gebildet. Hauptstadt dieses Departamentos ist die gleichnamige Stadt Jinotega.
Das Departamento setzt sich aus acht Municipios (Stadtgemeinden) zusammen:
- El Cuá-Bocay
- Jinotega
- La Concordia
- San Rafael del Norte
- San Sebastián de Yalí
- Santa María de Pantasma
- Wiwilí
- San José de Bocay